# Солонковская сельская община
Солонковская сельская общи́на (укр. Солонківська сільська громада) — территориальная община во Львовском районе Львовской области Украины.
Административный центр — село Солонка.
Население составляет 13 341 человек. Площадь — 186,1 км².

## Населённые пункты
В состав общины входит 21 село:
- Волков
- Грабник
- Деревач
- Жировка
- Загорье
- Зубра
- Ковяри
- Кугаев
- Липники
- Малечковичи
- Милятичи
- Нагоряны
- Новосёлка
- Подсадки
- Подтёмное
- Поршна
- Раковец
- Селиско
- Солонка
- Толщев
- Хоросно